# San Miguel de Cornezuelo
San Miguel de Cornezuelo es una localidad situada en la provincia de Burgos, comunidad autónoma de Castilla y León (España), comarca de Las Merindades, partido judicial de Villarcayo, ayuntamiento de Valle de Manzanedo.

## Geografía
En el valle de Manzanedo; a 17 km de Villarcayo, cabeza de partido, y a 79 de Burgos. Cruce de caminos: BU-V-5741 y BU-V-5744.
Autobús, Burgos-Arija, o Burgos-Santander a 7,5 km. La población se halla a los pies de los cantiles calizos de la Sierra de Albuera y cerca del desfiladero del Paso de la Nava.
La población se agrupa a lo largo de una calle única, contando con grandes espacios abiertos y plazas. Los edificios, de gran calidad y a menudo de sillería, muestran carácter montañés, con balcón corrido y galerías acristaladas. La calle formaba parte de un importante camino que iba de Manzanedo a Cantabria y Palencia, pasando por el Paso de la Nava.

## Demografía
En el censo de 1950 contaba con 156 habitantes, reducidos a 10 en 2024.

## Historia
A principios del siglo XIII pertenecía al dominio de Santa María de Rioseco, posteriormente (mediados del siglo XIV) el Libro Becerro de las Behetrías dice que el lugar pertenece a la merindad de Castilla Vieja.
Más tarde se integra en el partido de valle de Manzanedo, uno de los cuatro partidos en que se dividía la Merindad de Valdivielso perteneciente al Corregimiento de las Merindades de Castilla la Vieja. jurisdicción de realengo con regidor pedáneo.
A la caída del Antiguo Régimen queda agregado al ayuntamiento constitucional de Valle de Manzanedo, en el partido de Villarcayo en la región de Castilla la Vieja.

## Patrimonio

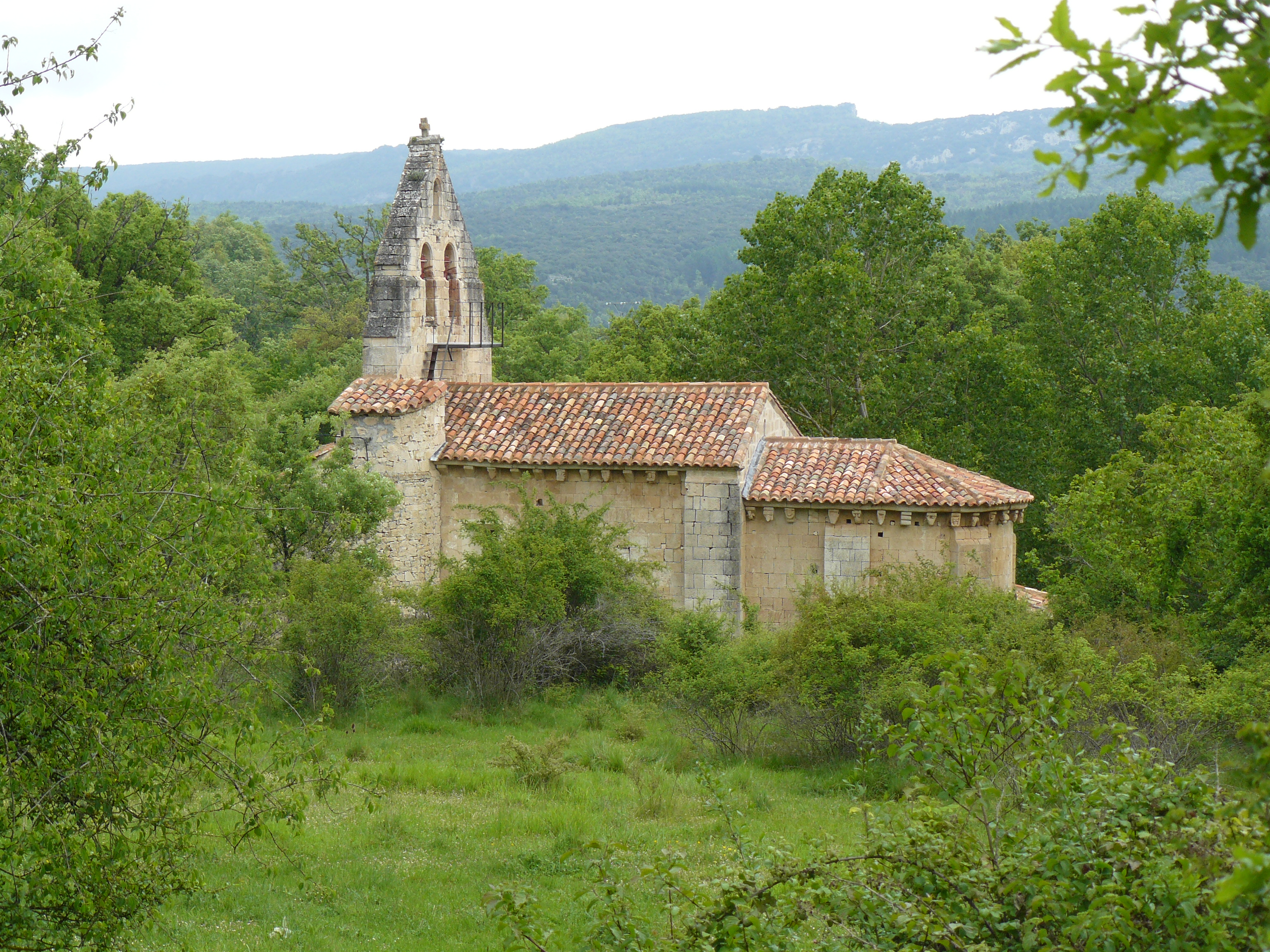
La iglesia de San Miguel, desde el sur.

La Iglesia de San Miguel Arcángel es una iglesia románica dedicada a San Miguel Arcángel, data de los años finales de la cuarta década o los iniciales de la quinta del siglo XII. Según otros se consagró el último año del siglo XII. En el año 2005 fue incluida en el Plan de Intervención del Románico Norte de la Junta de Castilla y León. Es el templo más importante de todo el Valle de Manzanedo, y modelo de los demás. Está construido completamente en sillería de calidad.
Es una iglesia de una sola nave, rectangular, rematada con un ábside. Los modelos decorativos del templo provienen de la Ermita de San Pedro de Tejada, compartiendo ambos templos figuras similares en sus capiteles. En este templo aparece por primera vez una motivo muy común en el arte románico de Burgos: la sirena de doble cola.

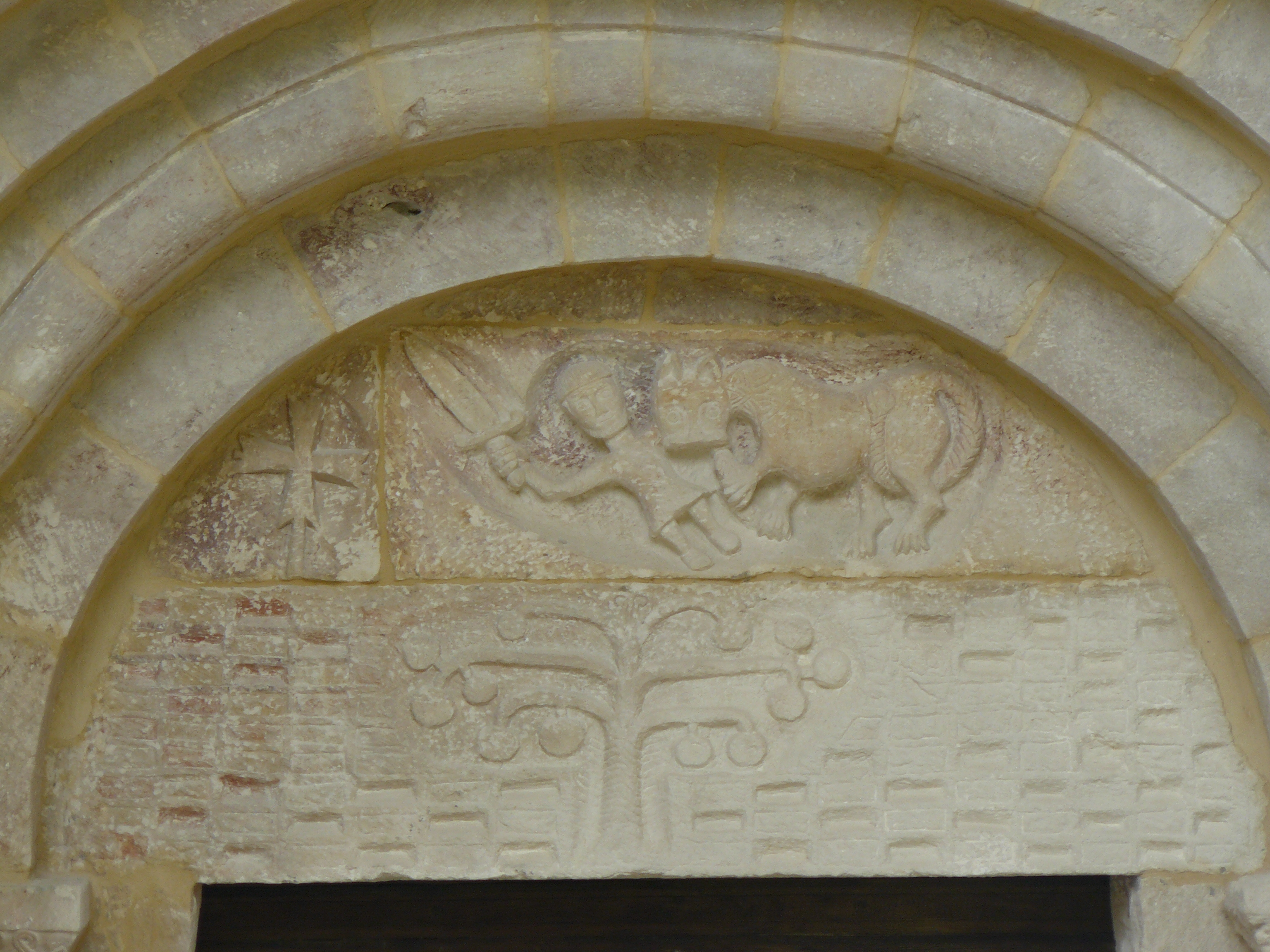
Tímpano de la iglesia, con una tosca imagen de San Miguel enfrentándose a un monstruo, representación del Mal. Debajo, el Árbol del Bien y del Mal.

La portada, opuesta al ábside, cuenta con un relieve de San Miguel enfrentándose a un monstruo, representación de la lucha del Bien contra el Mal, y otro del Árbol del Bien y del Mal. Los capiteles de la portada muestran leones y águilas. Sobre la portada se erige una espadaña.
El ábside, semicircular, cuenta con arquerías en el interior. En él se encuentra una ventana con guardapolvos resaltado y decorado en ajedrez, que cuenta con cortas columnas concapiteles decorados con leones. El presbiterio cuenta también con dos arcos ciegos a cada lado.
El edificio cuenta con numerosos canecillos labrados, fundamentalmente con animales de la región, aunque algunos presentan figuras humanas.
El interior del templo cuenta con capiteles decorados con motivos vegetales y de animales fantásticos entre los que aparece la imagen de la sirena que luego se repetirá a menudo en otros templos de la provincia.

## Parroquia
Dependiente de la parroquia de Manzanedo en el Arciprestazgo de Merindades de Castilla la Vieja , diócesis de Burgos.